# Estados Unidos del Brasil
La República de los Estados Unidos del Brasil (en portugués: República dos Estados Unidos do Brasil), desde 1937 oficialmente Estados Unidos del Brasil (en portugués: Estados Unidos do Brasil), fue una república federal presidencialista ubicada en América del Sur, entre 1889 y 1968, y que precedió al actual República Federativa de Brasil. Comprende el periodo histórico desde la instauración de la República hasta el establecimiento de la Junta Militar de 1967.

## Historia

### La Vieja República (1889-1930)

1889: Las Misiones Orientales (disputadas a la Argentina hasta 1895) y el Acre (boliviano en parte hasta 1903) aún no aparecen como parte del Estado brasileño. En cuanto al territorio de Oiapoque litigado por Francia aparece incorporado al Brasil como parte de Pará.

El emperador Pedro II fue depuesto el 15 de noviembre de 1889 por un golpe militar liderado por el general Deodoro da Fonseca, que proclamó la República y se convirtió en el primer presidente del país. Al cambiar de régimen, el nombre del país entonces se convirtió en el de República de los Estados Unidos del Brasil (abreviado en 1937 a simplemente Estados Unidos del Brasil). Desde 1889 hasta 1930, el gobierno era una democracia constitucional, con la presidencia alternándose entre los dominantes estados de São Paulo y Minas Gerais.
En los últimos años del siglo XIX, el café comenzó a reemplazar al azúcar como el principal recurso de exportación del país. El negocio del café causó que Brasil creciera económicamente, atrayendo a muchos inmigrantes europeos, particularmente de Italia y Alemania. Este influjo de labor también permitió al país desarrollar una economía industrial que se expandió lejos de la costa.
Este periodo, conocido como la "Vieja República," finalizó en 1930 con un golpe militar que puso a Getúlio Vargas, un civil, en la presidencia.

### Era Vargas (1930-1945)
Una junta militar tomó el control del país en 1930 y Getúlio Dorneles Vargas alcanzó el poder como presidente provisional. El cambio de régimen implicó la decadencia de la oligarquía cafetera y el ascenso de las clases medias y las oligarquías periféricas. Vargas gobernó en una forma u otra de manera continuada, salvo un breve período, hasta su suicidio en 1954. Desde 1930, los sucesivos gobiernos consiguieron el crecimiento de la industria y la agricultura y el desarrollo del extenso interior brasileño.
Getúlio Vargas gobernó como presidente provisional entre 1930 y 1934. El golpe militar había suspendido la vigencia de la Constitución de 1891, si bien Vargas había prometido la promulgación de una nueva Carta Magna. En julio de 1932 estalló en São Paulo la llamada Revolución Constitucionalista, que exigía la instauración de un régimen constitucional y fue sofocada en octubre. En 1934 se proclamó una nueva Constitución y Getúlio Vargas fue elegido presidente por el Congreso.
Los tres años siguientes fueron de progresiva polarización política. Ganaron fuerza organizaciones izquierdistas como Alianza Nacional Libertadora o el Partido Comunista Brasileño; también surgió un movimiento de inspiración fascista llamado Integralismo. En 1935 fracasó una intentona revolucionaria de izquierda encabezada por ciertos sectores del ejército y algunos individuos ligados a la URSS; poco después los integralistas intentan un putsch. Aprovechando el clima de pánico reinante, el 10 de noviembre de 1937, un año antes de las elecciones presidenciales, Getúlio Vargas da un golpe de Estado y se convierte en dictador. El régimen instaurado, de carácter populista, autoritario y corporativista, se denominó Estado Novo inspirándose en la dictadura de Antonio de Oliveira Salazar de Portugal. El 29 de octubre de 1945, los militares obligan a Vargas a dejar el poder.

### La Nueva República (1945-1964)
Con la renuncia de Vargas en 1945, y tras redactarse una nueva Constitución en 1946, que restauraba derechos individuales respecto a la anterior, se inicia el período conocido como República Nova. Se trató de un régimen democrático, durante el cual la capital se desplazó de Río de Janeiro a Brasilia y que se caracterizó por el populismo, el nacionalismo y el desarrollismo.
Los principales presidentes de este período fueron Getúlio Vargas, elegido democráticamente en 1950 y que gobernó hasta su suicidio en 1954, y Juscelino Kubitschek (1956-1961). En 1961 fue elegido Jânio Quadros, que renunció en agosto de ese mismo año. Pasó entonces a gobernar su vicepresidente João Goulart, quien promovió una política de reformas sociales. El golpe de Estado de 1964 lo depuso y estableció una dictadura militar represiva.

## Cambios de las fronteras

1943: Territorios de frontera. Notar Iguazú y Punta Porá con territorios obtenidos de Argentina y Paraguay; Acre y Guaporé (actual Rondonia) con territorios obtenidos de Bolivia y Perú.

En 1895 el Reino Unido cedió la isla de Trinidad al estado brasileño y casi coetánemente un territorio, el de Pirara que estaba litigado entre la Guayana Británica, Venezuela y Brasil; los éxitos en la política internacional también se dieron en el litigio por las Misiones Orientales Mesopotámicas reclamadas por Argentina y el sector del Oiapoque (aproximadamente el actual Amapá) reclamado por Francia.
En 1903 Brasil se anexó el Acre tras vencer a Bolivia en la «Guerra del Caucho». Del mismo modo fueron favorables a Brasil todos los otros litigios con los demás estados latinoamericanos limítrofes (por ejemplo Perú y Colombia).
En 1943, con la entrada de Brasil en la Segunda Guerra Mundial, el gobierno de Getulio Vargas decide desmembrar las fronteras de seis territorios estratégicos del país para administrarlos directamente: Punta Porá, Iguazú, Amapá, Río Branco, Guaporé y el archipiélago de Fernando de Noronha. Punta Porá e Iguaçu volverían a su estado original después de la guerra, mientras que los cuatro restantes se mantienen; Río Branco cambia de nombre a Roraima y Guaporé es bautizado Rondonia. 
En 1960, un territorio cuadrangular fue desmembrado del estado de Goiás para convertirse en la casa de la nueva capital, Brasilia, como el nuevo Distrito Federal. Al mismo tiempo, el antiguo Distrito Federal se transformó en el Estado de la Guanabara, que incluía solo la ciudad de Río de Janeiro y su área rural.